# Église Saint-Évence de Chermizy-Ailles
L'église Saint-Évence est une église située à Chermizy-Ailles, dans le département de l'Aisne, en France.

## Localisation
L'église est située sur la commune de Chermizy-Ailles, dans le département de l'Aisne.

## Historique
Construite par les entrepreneurs Gaston Bernard et J. Hesbert sur les plans de l'architecte A. Bonnet, achevée en 1927 et située sur les hauteurs du village,,.